# Hertog van Ormond
Hertog van Ormonde (Engels: Duke of Ormonde) is een Ierse adellijke titel. 
De titel hertog van Ormonde werd gecreëerd in 1661 door Karel II voor James Butler, 5e graaf van Ossory. Daarnaast werd hij in 1682 ook hertog van Ormonde in de peerage van Engeland. Zijn kleinzoon, de tweede hertog, verloor zijn titels door zijn deelname aan de Jakobitische opstand van 1715. Later werd echter vastgesteld dat dit alleen voor de Engelse en Schotse titels gold. Zijn jongere broer werd derhalve de derde hertog, maar heeft dit nooit geweten.

## Hertog van Ormonde, eerste creatie (1661)
- James Butler, 1e hertog van Ormonde (1661–1688)
- James Butler, 2e hertog van Ormonde (1688–1745)
- Charles Butler, 3e hertog van Ormonde (1745–1758)